# ثابت فرج الجرجاوي
ثابت بن فرج بن عبد الرؤوف بن علي الجرجاوي (1889-1945) هو أديب، من أهل جرجا، بصعيد مصر. تخرج بالأزهر وعمل في التدريس الديني وترأس بعض الجمعيات وشارك في الحركة الوطنية بمصر 1919 واعتقل ونفي إلى مالطا.

## حياته
ولد في مدينة جرجا بصعيد مصر، ونشاً بها، وتلقى مبادئ العلم، ثم التحق بالأزهر وتلقى العلم على علماء عصره ونال شهادة العالمية الأهلية، ثم اشتغل بالتدريس وعُين ناظراً في مدرسة أولية بجرجا، ثم وكيلاً ومدرساً بالمعهذ الديني بجرجا.
كان رئيساً لرابطة التعليم الأولي الإلزامي ورئيساً لجمعية نهضة القرى ومنع المسكرات بجرجا. واشترك في الحركة الوطنية الكبرى سنة 1919 واعُتقل ونفى إلى مالطا حتي توفي في 1945.

## مؤلفاته
- «ديوان ثابت» طبع بالمطبعة الخديوية، بالموسكي بالسبع قاعات - 1323 هـ/1905م.
- «ديوان ثابت في سبيل الوطن وحماته» - مطبعة الهواري بشارع محمد علي 1356 هـ/ 1937م، والقصائد في هذا الديوان تتخللها مقدمات وتعقيبات تصف مواقف عاشها الشاعر أو عايشها.
- شعر تقليدي، أقرب إلى النظم، قد لا يخلو من ركاكة في التركيب وتعسف في اجتلاب القوافي، ولكنه يبقى دالاّ على صاحبه في تدينه ووطنيته، وسجلاً لأهم أحداث عصره.[7]